# Imperiální jednotka

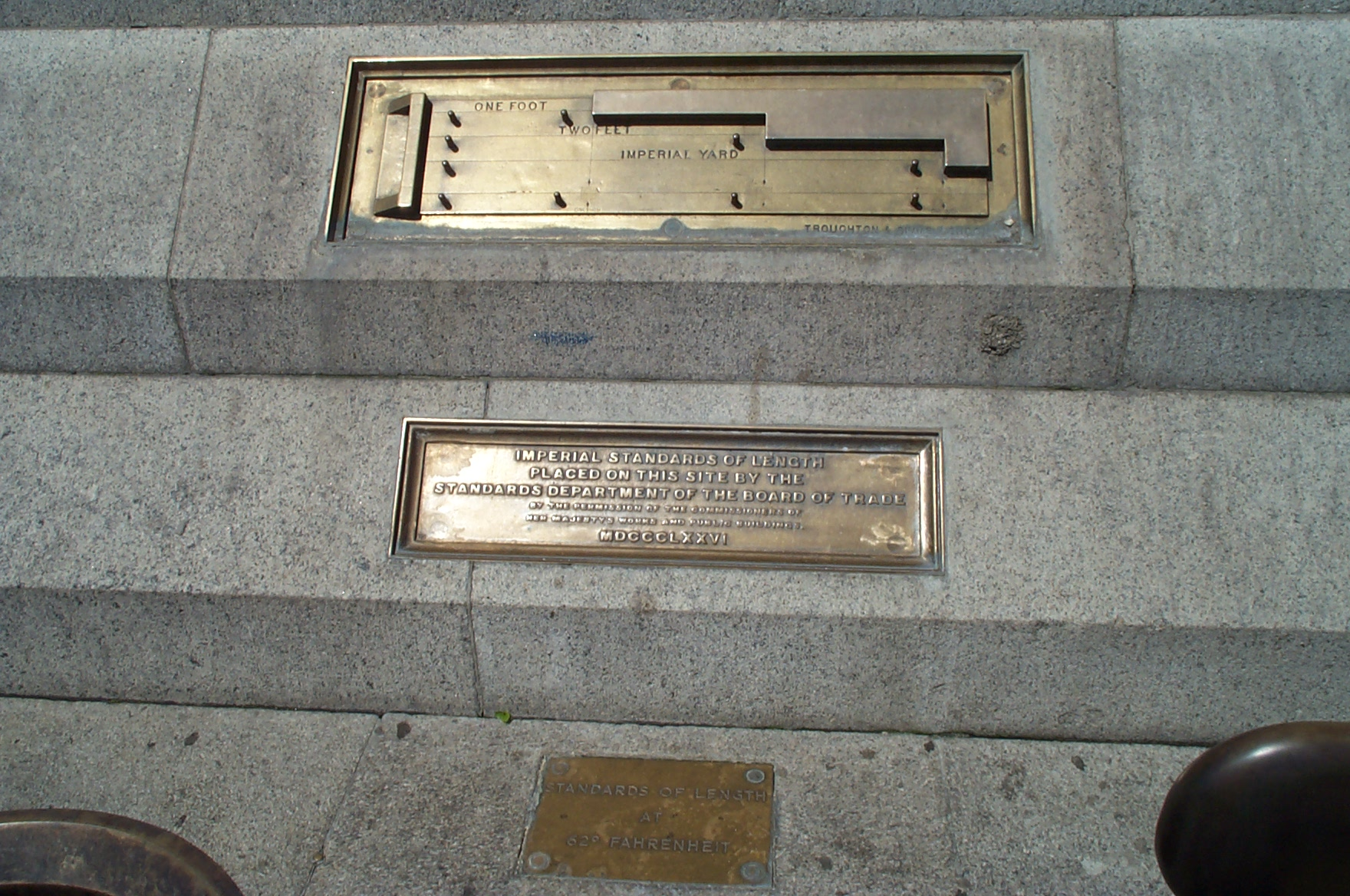
Definice Imperiálních jednotek délky z roku 1876 na Trafalgar Square v Londýně.

Takzvané imperiální jednotky jsou – na rozdíl od metrického systému – nepravidelným standardizovaným systémem, který byl dříve užíván ve Velké Británii a v zemích Commonwealthu, tedy Britského společenství národů od roku 1824. Pocházejí z dřívějšího nepřehledného systému, který je znám pod jmény anglický systém resp. britský systém. Jeho dnešní užívání je omezeno na USA (s různými obměnami) a několik dalších výjimek.

## Platnost systému dnes
Imperiální jednotky jsou dnes užívány zejména v USA (mnohdy pod názvem U.S. customary units), zde ovšem v různých případech s odlišnými definicemi, které jsou popsány níže. V jiných zemích byly imperiální jednotky z velké části nahrazeny metrickým systémem, ze kterého vzešla soustava SI.
Většina zemí Commonwealthu převzala systém SI bez výjimek. Velká Británie uskutečnila zákonodárnou změnu roku 1995 s tím, že některé imperiální jednotky jsou dnes alternativně stále užívány nejen obyvatelstvem, ale i úředně. Pivo se stále smí čepovat v pintách, vzdálenosti se měří v yardech a mílích, rychlost v mílích za hodinu. V běžném hovoru se pak užívají i jednotky jako stopa, palec, libra, kámen apod. Obdobná situace je i v dalších zemích Commonwealthu a bývalých koloniích Velké Británie.
K nepřehlednosti systému imperiálních jednotek navíc přispělo několik změn provedených ve snaze harmonizovat jej se systémem metrickým. Jeden z prvních obsáhlých návrhů na metrizaci britského systému pochází ze začátku 20. let 19. století a je připisován Williamu Huskissonovi. Při reformaci systému roku 1824 však k němu přihlédnuto nebylo.
Účelem bylo pozměnit resp. zaokrouhlit imperiální jednotky tak, aby odpovídaly metrickým jednotkám nebo alespoň jejich malým zlomkům (např. metrizovaná stopa = 30 cm namísto oficiálních 30,48 cm), aby se tak zjednodušil budoucí přechod na metrický systém. Jediným dnes viditelným důsledkem těchto snah je snad jen skutečnost, že většina základních imperiálních jednotek je definována svým poměrem k jednotkám metrickým, i když stále pomocí prapodivných faktorů.